# Orestes (praefectus augustalis)
Orestes was praefectus augustalis in Egypte in het begin van de vijfde eeuw na Christus. Gedurende zijn regering botste hij meerdere malen met Cyrillus van Alexandrië, de patriarch. Zijn verzet veroorzaakte de dood van de filosofe Hypatia.

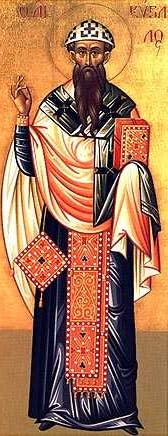
Cyrillus van Alexandrië

## Biografie
Voordat Orestes prefect werd, werd hij in Constantinopel door Atticus van Constantinopel gedoopt. Toen hij in 415 benoemd werd, was inmiddels Cyrillus van Alexandrië patriarch geworden, hij was zijn oom Theofilus opgevolgd. Cyrillus bemoeide zich namens de kerk veel met de staatszaken van Orestes, die hier niet van gediend was.
Tijdens de godsdienststrijd in Alexandrië tussen de christenen en joden in dat jaar was Orestes als prefect machteloos. Een groepering van monniken, genaamd de Parabolani, was erg actief in hun strijd voor het christelijk geloof. Toen Cyrillus openlijk het christelijk geloof van Orestes aan de kaak stelde, werd Orestes in de menigte geraakt door een steen die kwam van een van de Parabolani. Deze werd later terechtgesteld. Echter, de vertrouwensbreuk tussen Cyrillus en Orestes was dusdanig groot dat Cyrillus van hem af wilde.
Orestes was een aanhanger van de filosofe Hypatia, en zij had een groot invloed op hem. Dit was ook een groot punt van ongenoegen voor Cyrillus. Uiteindelijk beval hij de Parabolani Hypatia te doden, om op die manier Orestes te treffen. Zij werd gelyncht en zorgde ervoor dat Orestes de stad verliet.

## In fictie
In de film Agora van Alejandro Amenábar wordt de rol van Orestes gespeeld door Oscar Isaac.